# Dario Bond
Dario Bond (Feltre, 18 maggio 1961) è un politico italiano.

## Biografia
È stato consigliere comunale di Feltre dal 1989 al 1993 per la Democrazia Cristiana e dal 1998 al 2013 per Forza Italia e il Popolo della Libertà; nel 2007 viene nominato presidente del consiglio comunale di Feltre fino al 2012.
È eletto consigliere regionale per la provincia di Belluno nel 2005 con Forza Italia e nel 2010 con il Popolo della Libertà.
Alle elezioni politiche del 2018 è eletto deputato di Forza Italia.
Il 28 maggio 2021 il ministro Mariastella Gelmini lo nomina suo delegato nel Comitato paritetico per la gestione dell'intesa per il Fondo comuni confinanti.
Il 20 agosto 2022 lascia Forza Italia, in polemica con le scelte del partito, il 6 settembre 2022 aderisce al gruppo parlamentare di Fratelli d'Italia.
Il 7 giugno 2023 il ministro Roberto Calderoli lo conferma nell'incarico di delegato nel Comitato paritetico per la gestione dell'intesa per il Fondo comuni confinanti.